# Little London (Shropshire)
Little London – osada w Anglii, w hrabstwie Shropshire. Leży 40 km na południowy wschód od miasta Shrewsbury i 186 km na północny zachód od Londynu.